# 建設副産物
建設副産物（けんせつふくさんぶつ）とは、建設発生土など建設工事に伴い副次的に得られる物品の総称である。具体的には、建設現場に持ち込んで加工した資材の残りや、現場内で発生した物の中で工事中あるいは工事終了後その現場内では使用の見込みがないものをいう。
現在、建設工事に係る資材の再資源化等に関する法律（建設リサイクル法、平成12年5月31日法律第104号）によってリサイクルの推進が図られ、リサイクル率は向上している。建設副産物を大きく分けると以下の3つに分類できる。

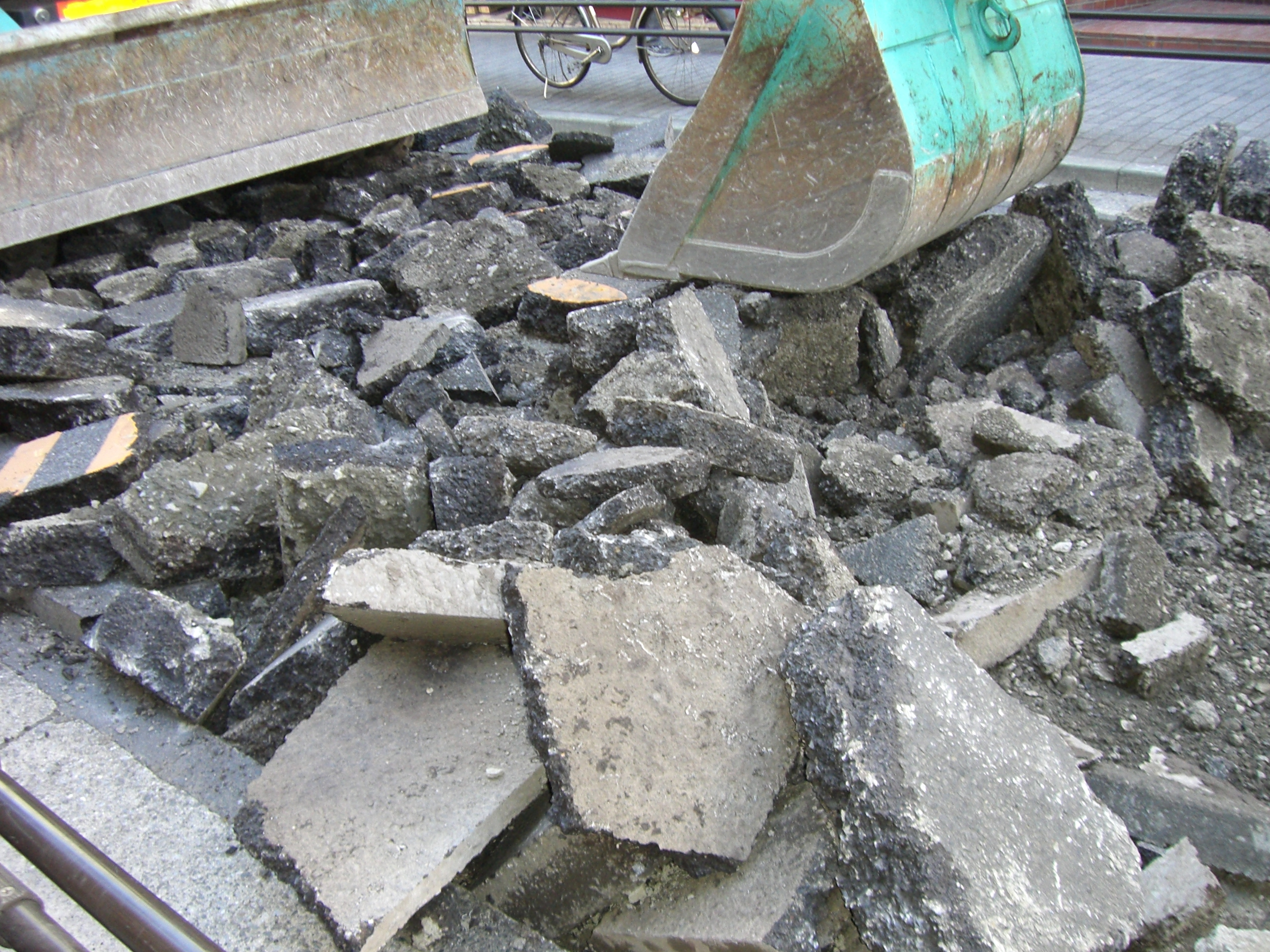
破砕されたアスファルトコンクリート。全国の建設工事から出たアスファルトコンクリートの98.6%が再資源化されている。(2005年･国土交通省調査)

- そのまま原材料として利用できるもの･･･建設発生土など。
- 何らかの処理をすることによって利用が可能なもの･･･アスファルトコンクリート塊、コンクリート塊、汚泥、発生木材、混合廃棄物など。再資源化施設を有する中間処理場において、再利用できる状態に処理される。
- 利用が不可能なもの･･･廃油やPCB、アスベストなど。特別管理産業廃棄物として処理。